# Henry Robyn
Henry Robyn (Emmerik (Rin del Nord-Westfàlia, Alemanya), 4 de maig, 1830 - al mar, a la costa de Cherbourg (Normandia), 26 de novembre, 1878), va ser un compositor, pedagog musical, violoncel·lista, pianista i escriptor nord-americà-alemany. Va ser el germà petit del compositor, educador musical i director d'orquestra William Robyn (1814-1905) i oncle del compositor, pedagog musical, director d'orquestra, organista i pianista Alfred George Robyn, que més tard va fer carrera als Estats Units.

## Biografia
Com el seu germà gran, Henry Robyn també tenia formació musical regular. El 1838, poc temps després del seu germà, també va emigrar als Estats Units i va viure a Saint Louis, Missouri. Com el seu germà, va ser membre de la "Polyhymnia Orchestra" de la "St. Louis Musical Society Polyhymnia" i de l'Orquestra Filharmònica de Saint Louis. Va ensenyar música a la "Missouri Institution for the Education of the Blind". Va formar estudiants per utilitzar el sistema Braille per traduir i llegir text i música en aquest sistema de cinc punts. Publicà el compendi Descripció completa del sistema Braille per a la lectura i l'escriptura de la música (St. Louis, 1867, 12mo., 48 p.). També és autor dels llibres Music Dictionary, Rudiments of Music i Thorough Bass.
Henry Robyn també va ser instructor de música a les escoles públiques de St. Louis fins a la seva mort. Com tots els membres de la família musical, també va ser organista, per exemple a l'antiga catedral catòlica romana i a "l'església de Sant Patrici" de Saint Louis. Henry Robyn va ser nomenat cavaller per l'emperador Pere I del Brasil pels seus serveis a l'educació dels cecs.
Com a compositor va publicar juntament amb el seu germà a la revista mensual de la "St. Louis Musical Society Polyhymnia". Dotze pàgines de composicions que inclouen una cançó i vuit peces per a piano d'Henry Robyn. Potser són les primeres peces musicals impreses a l'estat de Missouri. Una d'aquestes revistes també contenia un impuls a l'educació musical a primària i secundària, La música com a mitjà educatiu i de perfeccionament.

## Composicions
Lieder

- 1868 Bright be the place of thy soul, per a veu i piano, op. 56

Treball per a piano

- 1850 Belleville Waltz
- 8 peces per a piano

Publicacions

- Descripció exhaustiva del sistema Braille per a la lectura i escriptura de música St. Louis, 1867, 12mo., 48 p.
- Music Dictionary
- Rudiments of Music
- Baix complet
- La música com a mitjà educatiu i de perfeccionament.